# Mesoginella larochei
Mesoginella larochei är en snäckart som först beskrevs av Powell 1932.  Mesoginella larochei ingår i släktet Mesoginella och familjen Marginellidae. Inga underarter finns listade i Catalogue of Life.